# كرياتينين
الكرياتينين (من kreas اليونانية، والجسد) هو منتج مشتق إما من فوسفات الكرياتين في العضلات، أو من الكرياتين بشكل مُباشر بتحفيز غير إنزيمي، وينتج عادة بمعدل ثابت إلى حد كبير من قبل الجسم (اعتمادًا على كتلة العضلات).

## أهميته البيولوجية
كيميائيًا، الكرياتينين هو مشتق دوري من الكرياتين. يتم إنتاج الكرياتينين نفسه عبر نظام بيولوجي يشتمل على الكرياتين والفوسفوكرياتين (المعروف أيضًا باسم فوسفات الكرياتين) والأدينوزين ثلاثي الفوسفات  (ATP، وهو مصدر الطاقة المباشر للجسم).
تتم إزالة الكرياتينين من الدم بشكل رئيسي عن طريق الكلى، في المقام الأول عن طريق الترشيح الكبيبي، ولكن أيضًا عن طريق الإفراز الأنبوبي القريب. يحدث إعادة امتصاص أنبوبي قليل أو معدوم للكرياتينين. إذا كان الترشيح في الكلى ناقصا، يرتفع تركيز الكرياتينين في الدم. ولذلك، يمكن استخدام مستويات الكرياتينين في الدم والبول لحساب نقاء الكرياتينين (Cr Clearance)، مما يعطي معدل الترشيح الكبيبي (GFR).يمكن أيضًا استخدام تركيزات الكرياتينين في الدم بمفردها لحساب معدل الترشيح الكبيبي (GFR) المقدر (eGFR).
يعتبر معدل الترشيح الكبيبي (GFR) مهمًا سريريًا كمقياس لوظائف الكلى. في حالات الخلل الكلوي الحاد، على الرغم من ذلك، فإن معدل  نقاء الكرياتينين CrCl سوف يبالغ في تقدير معدل الترشيح الكبيبي (GFR) لأن فرط إفراز الكرياتينين بواسطة الأنابيب الكلوية القريبة سوف يمثل جزءًا أكبر من إجمالي الكرياتينين الذي تم تطهيره. تعمل الأحماض الكيتونية والسيميتيدين وال تريميثوبريم على تقليل إفراز الكرياتينين الأنبوبي، وبالتالي تزيد من دقة تقدير معدل الترشيح الكبيبي (GFR)، خاصة في حالات الخلل الكلوي الحاد. (في غياب الإفراز، الكرياتينين يتصرف مثل الإينولين).
تقدير أكثر اكتمالًا لوظيفة الكلى يمكن أن يظهر وذلك عند تفسير تركيز الدم (البلازما) للكرياتينين من اليوريا. معدل اليوريا إلى نسبة الكرياتينين (نسبة اليوريا إلى الكرياتينين) يمكن أن تشير إلى مشاكل أخرى بالإضافة إلى تلك المتأصلة في الكلى، على سبيل المثال، على مستوى اليوريا التي أثيرت من نسبة الكرياتينين قد تشير إلى وجود مشكلة ما قبل الكلى، مثل استنفاد الحجم.
الرجال لديهم مستويات أعلى من الكرياتينين لأنهم عمومًا أكثر قوة في العضلات والهيكل العظمي من النساء. وثبت انخفاض مستويات الكرياتينين لدى النباتيون - الذين لا يأكلون اللحوم أو البيض أو الأسماك ويعتمدون أساسا في غذائهم على النباتات.

## الاستخدام التشخيصي

### كرياتينين البلازما
قياس كرياتينين المصل هو اختبار بسيط وهذا هو المؤشر الأكثر استخداما في وظيفة الكلى.
الكرياتينين في الدم هو المؤشر الأكثر استخدامًا (ولكن ليس المقياس المباشر) لوظيفة الكلى. لا يمثل ارتفاع الكرياتينين دائمًا انخفاضًا حقيقيًا في معدل الترشيح الكبيبي. قد تكون القراءة المرتفعة ناجمة عن زيادة إنتاج الكرياتينين وليس بسبب انخفاض وظائف الكلى، أو التداخل مع الفحص، أو انخفاض إفراز الكرياتينين الأنبوبي. يمكن أن تكون الزيادة في الكرياتينين في الدم بسبب زيادة تناول اللحوم المطبوخة (التي تحتوي على الكرياتينين المتحول من الكرياتين بواسطة الحرارة الناتجة عن الطهي) أو الإفراط في تناول مكملات البروتين والكرياتين، التي يتم تناولها لتعزيز الأداء الرياضي. ممارسة التمارين الرياضية المكثفة يمكن أن تزيد من الكرياتينين عن طريق زيادة انهيار العضلات. الجفاف الثانوي لعملية الالتهاب مع الحمى قد يسبب زيادة كاذبة في تركيزات الكرياتينين لا علاقة لها بإصابة الكلى الفعلية، كما هو الحال في بعض الحالات مع التهاب المرارة. [بحاجة لمصدر] يمكن أن تتداخل العديد من الأدوية ومولدات اللون مع الفحص. يمكن منع إفراز الكرياتينين من الأنابيب عن طريق بعض الأدوية، مما يؤدي مرة أخرى إلى زيادة الكرياتينين المقاس.
وهناك ارتفاع في مستويات الكرياتينين بالدم لوحظ فقط مع ضرر ملحوظ لأداء النيفرون. ولذلك، فإن هذا الاختبار مناسب في وقت مبكر للكشف عن أمراض الكلى. وهناك تقدير أفضل لوظائف الكلى يمكن أن يقدمها اختبار تقييم وظائف الكلى (نقاء الكرياتينين). ويمكن حساب تصفية الكرياتينين بدقة باستخدام تركيز كرياتينين المصل وبعض أو كل من المتغيرات التالية: الجنس والعمر والوزن، والأصل وهذا على النحو الذي اقترحته المنظمة الأمريكية لمرض السكري دون الحاجة لتجميع البول على مدار 24 ساعة. تقوم بعض المختبرات بحساب نقاء الكرياتينين إذا كانت مكتوبة على طلب الباثولوجيا؛ مع توفير المعلومات اللازمة المتعلقة بالمرضى كالسن، والجنس، والوزن.
وأشارت دراسة يابانية حديثة توحي بأن انخفاض مستوى لكرياتينين المصل يرتبط بزيادة مخاطر التعرض لتطوير مرض السكري من النوع 2 في الرجال اليابانيين.

### كرياتينين البول (UCr)
تركيز الكرياتينين أيضا يتم التحقق منه من خلال الاختبارات القياسية للمخدرات في البول. ارتفاع مستويات الكرياتينين تتطلب اختبار نقي لها بينما انخفاض مستويات الكرياتينين في البول تتطلب اختبار التلاعب بها، إما عن طريق إضافة المياه في العينة، أو عن طريق شرب كميات كبيرة من المياه.

## التفسير
في الولايات المتحدة، الكرياتينين عادة ما يقدر بوحدة مليجرام / ديسيلتر، بينما في كندا وأوروبا تقدر بوحدة ميكرو مول / لتر. 1 مليجرام/ديسيلتر من الكرياتينين هو 88.4 ميكرو مول / لتر.
المعدلات المرجعية التقليدية للإنسان من 0.5 إلى 1.0 مليغرام / ديسيلتر (حوالي 45-90 ميكرو مول / لتر) للنساء و 0.7 إلى 1.2 ملغ / ديسيلتر (60-110 ميكرو مول / لتر) للرجال. في حين أن الخط الأساسي لكرياتينين المصل من 2.0 ميكروغرام / ديسيلتر (150 ميكرو مول / لتر) قد يدل على وظائف الكلى الطبيعية في بناء جسم الذكور، وكرياتينين المصل من 1.2 ميكروغرام / ديسيلتر (110 ميكرو مول / لتر) يمكن أن تشير إلى الفشل الكلوي عند المرأة كبير السن.

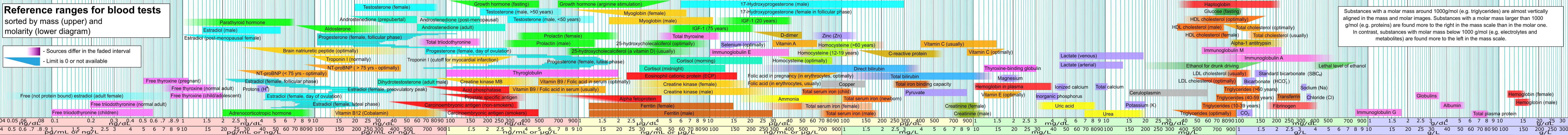
معدلات الإشارة لاختبارات الدم، مقارنة محتوى الدم من الكرياتينين (كما هو موضح في خضرة التفاح) مع المكونات الأخرى.

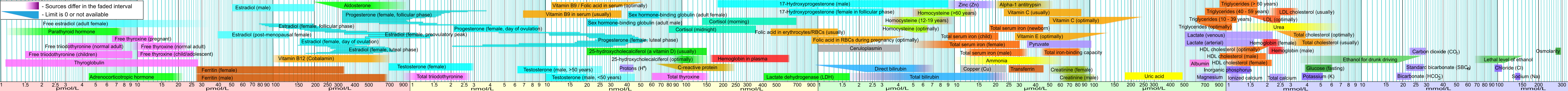
تقاس بالمول بدلا من الكتلة.

أكثر أهمية من مستوى الكرياتينين المطلق هو اتجاه مستويات كرياتينين المصل على مر الزمن.
مستويات الكرياتينين قد تزيد عندما تستخدم المثبطات (ACEI) أو مضادات مستقبلات الأنجيوتينسن II  ( ARBs ) في علاج ضعف الانتصاب. لابد من استخدام كل من ACEI و ARB بالتوازي، سوف يزيد مستويات الكرياتينين إلى درجة أكبر من أي من هذين العقارين عندما يكون فرديا. بزيادة نسبتها أقل من 30% يتوقع أن تحدث مع استخدام ACEI وARB.